# ويليام ستيفنز (سياسي أمريكي)
ويليام ستيفنز (بالإنجليزية: William Stephens)‏ هو قاضي ومحامي وسياسي أمريكي، ولد في 17 يناير 1752، وتوفي في 6 أغسطس 1819.